# Štěpánovská Lhota
Štěpánovská Lhota je malá vesnice, část města Trhový Štěpánov v okrese Benešov. Nachází se asi 3 km na sever od Trhového Štěpánova. V roce 2009 zde bylo evidováno 28 adres. V údolí východně od osady protéká Štěpánovský potok, který je levostranným přítokem řeky Sázavy. Štěpánovská Lhota leží v katastrálním území Trhový Štěpánov o výměře 13,18 km².

## Historie
První písemná zmínka o vesnici pochází z roku 1379.